# Hirschberg-Algorithmus
Der Hirschberg-Algorithmus berechnet das paarweise Sequenzalignment und hat einen zur Eingabe linearen Speicherbedarf. Der in den 1970er Jahren von Dan Hirschberg entwickelte Algorithmus verwendet die Methode der Dynamischen Programmierung und das Divide-and-conquer Prinzip.

## Allgemeines
Der Hirschberg-Algorithmus ist ein allgemein einsetzbarer und optimaler Algorithmus zum Auffinden eines Sequenzalignment. Der bekannte BLAST-Algorithmus und der FASTA-Algorithmus sind nur suboptimale Heuristiken. Vergleicht man den Hirschberg-Algorithmus mit dem Needleman-Wunsch-Algorithmus, so handelt es sich beim Hirschberg-Algorithmus weniger um einen komplett neuen Algorithmus, sondern eher um eine clevere Strategie, die den Needleman-Wunsch-Algorithmus geschickt einsetzt, um den Speicherverbrauch zu
linearisieren, was auch das Besondere an diesem Algorithmus ist: Die Berechnungen für ein Sequenzalignment benötigen nur linear viel Speicherplatz, womit die Platzkomplexität des Algorithmus in O(n) liegt. Zur Berechnung eines Alignments zweier Zeichenketten {\displaystyle x} und {\displaystyle y}
mit {\displaystyle m=|x|} und {\displaystyle n=|y|}  besitzt der Algorithmus eine Laufzeit
von {\displaystyle \Theta (mn)} und einen Speicherverbrauch von {\displaystyle \Theta (\min\{m,n\})}. O.B.d.A soll im Folgenden {\displaystyle n\leq m} gelten, so dass der Platzbedarf in {\displaystyle \Theta (n)} liegt.
Anwendung findet der Algorithmus zum Beispiel in der Bioinformatik zum Abgleich verschiedener DNA- oder Proteinsequenzen.
In einer leicht abgewandelten Form wird Hirschbergs Algorithmus auch dazu verwendet, um in einem Graphen parallel Zusammenhangskomponenten mit Aufwand {\displaystyle \Theta (\log ^{2}n)} auf {\displaystyle \Theta (n^{2})} Prozessoren zu berechnen.

### Berechnung der Levenshtein-Distanz auf linearem Speicherplatz
Zum Verständnis des Hirschberg-Algorithmus ist es zunächst wichtig zu verstehen, dass sich die Levenshtein-Distanz auf linearem Speicherplatz berechnen lässt:
```
01 

  

    

      

        

          
T

          

            
0

          

        

      

    

    
{\displaystyle T_{0}}

  

 := 0
02 for j in 1..n loop
03       

  

    

      

        

          
T

          

            
j

          

        

      

    

    
{\displaystyle T_{j}}

  

 := 

  

    

      

        

          
T

          

            
j

            
−

            
1

          

        

      

    

    
{\displaystyle T_{j-1}}

  

 + 

  

    

      

        
I

        
n

        
s

        
(

        

          
y

          

            
j

          

        

        
)

      

    

    
{\displaystyle Ins(y_{j})}

  

04 end loop
05 for i in 1..m loop
06       s := 

  

    

      

        

          
T

          

            
0

          

        

      

    

    
{\displaystyle T_{0}}

  

07       

  

    

      

        

          
T

          

            
0

          

        

      

    

    
{\displaystyle T_{0}}

  

 := 

  

    

      

        

          
T

          

            
0

          

        

      

    

    
{\displaystyle T_{0}}

  

 + 

  

    

      

        
D

        
e

        
l

        
(

        

          
x

          

            
i

          

        

        
)

      

    

    
{\displaystyle Del(x_{i})}

  

08       c := 

  

    

      

        

          
T

          

            
0

          

        

      

    

    
{\displaystyle T_{0}}

  

09       for j in 1..n loop
10             c := 

  

    

      

        
min

        

          

            
{

            

              

                

                  
s

                

                

                  
+

                  
S

                  
u

                  
b

                  
(

                  

                    
x

                    

                      
i

                    

                  

                  
,

                  

                    
y

                    

                      
j

                    

                  

                  
)

                

              

              

                

                  

                    
T

                    

                      
j

                    

                  

                

                

                  
+

                  
D

                  
e

                  
l

                  
(

                  

                    
x

                    

                      
i

                    

                  

                  
)

                

              

              

                

                  
c

                

                

                  
+

                  
I

                  
n

                  
s

                  
(

                  

                    
y

                    

                      
j

                    

                  

                  
)

                

              

            

            

          

        

      

    

    
{\displaystyle \min {\begin{cases}s&+Sub(x_{i},y_{j})\\T_{j}&+Del(x_{i})\\c&+Ins(y_{j})\end{cases}}}

  

11             s := 

  

    

      

        

          
T

          

            
j

          

        

      

    

    
{\displaystyle T_{j}}

  

12             

  

    

      

        

          
T

          

            
j

          

        

      

    

    
{\displaystyle T_{j}}

  

 := c
13       end loop
14 end loop
```

In den Zeilen 1–4 wird das eindimensionale Feld {\displaystyle T} mit n Plätzen Speicherbedarf initialisiert. In Zeile 6 wird die Initialisierung des ersten Elements {\displaystyle T_{0}} in {\displaystyle s} gerettet.
Danach wird {\displaystyle T_{0}} und {\displaystyle c} mit dem Startwert für die nächste Zeile initialisiert. Die nachfolgende Abbildung zeigt eine Momentaufnahme eines Zeilendurchlaufs.
In der inneren Schleife zeigt {\displaystyle c} immer auf das jeweils zuvor berechnete Ergebnis, während {\displaystyle s} das noch benötigte Ergebnis der letzten Zeile sichert. Nach Zeile 14
steht die Levenshtein-Distanz als Ergebnis in {\displaystyle T_{n}}.
```
  
ε 

  

    

      

        

          
y

          

            
1

          

        

      

    

    
{\displaystyle y_{1}}

  

 

  

    

      

        

          
y

          

            
2

          

        

      

    

    
{\displaystyle y_{2}}

  

 

  

    

      

        

          
y

          

            
3

          

        

      

    

    
{\displaystyle y_{3}}

  

 

  

    

      

        

          
y

          

            
4

          

        

      

    

    
{\displaystyle y_{4}}

  

 ...

ε
    
0
  1  2  3  ...

  

    

      

        

          
x

          

            
1

          

        

      

    

    
{\displaystyle x_{1}}

  

   
1

  

    

      

        

          
x

          

            
2

          

        

      

    

    
{\displaystyle x_{2}}

  

...
```

```
s = 
0

c = 

  

    

      

        

          
T

          

            
0

          

        

      

    

    
{\displaystyle T_{0}}

  

 = 
1
```

Es sollte klar sein, dass sich diese Berechnung auch rückwärts durchführen lässt. Dabei wird die gedachte Matrix nicht von links nach rechts und von oben nach unten durchlaufen, sondern von rechts unten nach links oben:
```
01 

  

    

      

        

          
T

          

            
n

          

        

      

    

    
{\displaystyle T_{n}}

  

 := 0
02 for j in n-1..0 loop
03       

  

    

      

        

          
T

          

            
j

          

        

      

    

    
{\displaystyle T_{j}}

  

 := 

  

    

      

        

          
T

          

            
j

            
+

            
1

          

        

      

    

    
{\displaystyle T_{j+1}}

  

 + 

  

    

      

        
I

        
n

        
s

        
(

        

          
y

          

            
j

            
+

            
1

          

        

        
)

      

    

    
{\displaystyle Ins(y_{j+1})}

  

04 end loop
05 for i in m-1..0 loop
06       s := 

  

    

      

        

          
T

          

            
n

          

        

      

    

    
{\displaystyle T_{n}}

  

07       

  

    

      

        

          
T

          

            
n

          

        

      

    

    
{\displaystyle T_{n}}

  

 := 

  

    

      

        

          
T

          

            
n

          

        

      

    

    
{\displaystyle T_{n}}

  

 + 

  

    

      

        
D

        
e

        
l

        
(

        

          
x

          

            
i

            
+

            
1

          

        

        
)

      

    

    
{\displaystyle Del(x_{i+1})}

  

08       c := 

  

    

      

        

          
T

          

            
n

          

        

      

    

    
{\displaystyle T_{n}}

  

09       for j in n-1..0 loop
10             c := 

  

    

      

        
min

        

          

            
{

            

              

                

                  
s

                

                

                  
+

                  
S

                  
u

                  
b

                  
(

                  

                    
x

                    

                      
i

                      
+

                      
1

                    

                  

                  
,

                  

                    
y

                    

                      
j

                      
+

                      
1

                    

                  

                  
)

                

              

              

                

                  

                    
T

                    

                      
j

                    

                  

                

                

                  
+

                  
D

                  
e

                  
l

                  
(

                  

                    
x

                    

                      
i

                      
+

                      
1

                    

                  

                  
)

                

              

              

                

                  
c

                

                

                  
+

                  
I

                  
n

                  
s

                  
(

                  

                    
y

                    

                      
j

                      
+

                      
1

                    

                  

                  
)

                

              

            

            

          

        

      

    

    
{\displaystyle \min {\begin{cases}s&+Sub(x_{i+1},y_{j+1})\\T_{j}&+Del(x_{i+1})\\c&+Ins(y_{j+1})\end{cases}}}

  

11             s := 

  

    

      

        

          
T

          

            
j

          

        

      

    

    
{\displaystyle T_{j}}

  

12             

  

    

      

        

          
T

          

            
j

          

        

      

    

    
{\displaystyle T_{j}}

  

 := c
13       end loop
14 end loop
```

### Berechnung des Alignments auf linearem Speicherplatz
Der Divide-&-Conquer-Algorithmus von Hirschberg berechnet ein Alignment der Zeichenketten {\displaystyle |x|} und {\displaystyle |y|}, indem er Vorwärts- und Rückwärtsdurchlauf miteinander kombiniert (Zeilenangaben beziehen sich auf den
nachfolgend angegebenen Pseudocode):
1. Wenn {\displaystyle |x|=1} oder {\displaystyle |y|=1} liegt ein triviales Alignment-Problem vor (Zeilen 14 – 22). Ein String bestehend aus nur einem Zeichen muss auf einen anderen String ausgerichtet werden und ein Alignment wird zurückgegeben. Ist {\displaystyle |x|>1} und {\displaystyle |y|>1} geht man über zu Schritt 2.
2. Ein Vorwärtsdurchlauf berechnet ein Alignment von {\displaystyle y} und der ersten Hälfte von {\displaystyle x} (Zeilen 27 – 40). Das Ergebnis des Vorwärtsdurchlaufs ist ein Feld {\displaystyle T^{\ell }}, dessen Elemente die Kosten für einen Durchlauf von {\displaystyle (0,0)} bis {\displaystyle (|x|/2,j)} (mit {\displaystyle 0\leq j\leq n}) angeben.
3. Ein Rückwärtsdurchlauf berechnet ein Alignment von {\displaystyle y} mit der zweiten Hälfte von {\displaystyle x} (Zeilen 42 – 55). Das Ergebnis ist ein weiteres Feld {\displaystyle T^{r}}, dessen Elemente die Kosten für einen Durchlauf von {\displaystyle (n,m)} zurück zu {\displaystyle (|x|/2,j)} angeben.
4. In den Feldelementen {\displaystyle T^{\ell }(n)} und {\displaystyle T^{r}(0)} stehen die beiden Levenshtein-Distanzen für die globalen Alignments von {\displaystyle y} und den jeweiligen Hälften von {\displaystyle x}. In den restlichen Elementen von {\displaystyle T^{\ell }} stehen die Distanzen von der ersten {\displaystyle x}-Hälfte zu allen Präfixen von {\displaystyle y}. Entsprechend enthalten die restlichen Elemente von {\displaystyle T^{r}} die Distanzen von der zweiten {\displaystyle x}-Hälfte zu allen Suffixen von {\displaystyle y}.
5. Die Levenshtein-Distanz von {\displaystyle x} zu {\displaystyle y} kann nun errechnet werden, indem man entlang der mittleren Zeile der Alignment-Matrix läuft und nach einer kleinsten Summe von korrespondierenden {\displaystyle T^{\ell }}- und {\displaystyle T^{r}}-Elementen sucht. Ist eine solche minimale Summe gefunden, hat man eine Position in der mittleren Zeile gefunden, in der das optimale Alignment die mittlere Zeile bzw. die Mitte von {\displaystyle x} schneidet. An dieser Stelle wird {\displaystyle y} in zwei Teile zerteilt und damit kann auch das Alignment-Problem in zwei kleinere Alignment-Probleme zerteilt werden (Zeilen 59 – 65).
6. Schritt 1 wird rekursiv auf den beiden Teilen von {\displaystyle x} und {\displaystyle y} aufgerufen. Die beiden rekursiven Aufrufe geben Teil-Alignments zurück, die zu einem einzigen Alignment verknüpft werden. Das Alignment wird zurückgegeben (Zeilen 68 und 69).
```
01 --
02 -- Der 
Divide-&-Conquer
-Algorithmus von Hirschberg zur
03 -- Berechnung des globalen Alignments auf linearem Speicher.
04 --
05 -- Bei 

  

    

      

        
m

        
=

        

          
|

        

        
x

        

          
|

        

        
,

        
n

        
=

        

          
|

        

        
y

        

          
|

        

        
,

        
n

        
≤

        
m

      

    

    
{\displaystyle m=|x|,n=|y|,n\leq m}

  

 besitzt der Algorithmus eine Laufzeit von 

  

    

      

        
Θ

        
(

        
n

        
m

        
)

      

    

    
{\displaystyle \Theta (nm)}

  

06 -- und einen Speicherverbrauch von 

  

    

      

        
Θ

        
(

        
n

        
)

      

    

    
{\displaystyle \Theta (n)}

  

.
07 --
08 function HirschbergAlignment(x,y : string) return A is
09        function SubAlignment(

  

    

      

        

          
i

          

            
1

          

        

      

    

    
{\displaystyle i_{1}}

  

,

  

    

      

        

          
j

          

            
1

          

        

      

    

    
{\displaystyle j_{1}}

  

,

  

    

      

        

          
i

          

            
2

          

        

      

    

    
{\displaystyle i_{2}}

  

,

  

    

      

        

          
j

          

            
2

          

        

      

    

    
{\displaystyle j_{2}}

  

 : integer) return A is
10                mitte,cut : integer
11                s,c : real
12                

  

    

      

        

          
T

          

            
ℓ

          

        

        
,

        

          
T

          

            
r

          

        

      

    

    
{\displaystyle T^{\ell },T^{r}}

  

 : array(

  

    

      

        

          
j

          

            
1

          

        

      

    

    
{\displaystyle j_{1}}

  

..

  

    

      

        

          
j

          

            
2

          

        

      

    

    
{\displaystyle j_{2}}

  

) of real
13        begin
14                if 

  

    

      

        

          
i

          

            
1

          

        

        
+

        
1

        
=

        

          
i

          

            
2

          

        

      

    

    
{\displaystyle i_{1}+1=i_{2}}

  

 or 

  

    

      

        

          
j

          

            
1

          

        

        
=

        

          
j

          

            
2

          

        

      

    

    
{\displaystyle j_{1}=j_{2}}

  

 then
15                        -- Konstruiere Matrix T für die Teil-Strings
16                        -- x(

  

    

      

        

          
i

          

            
1

          

        

        
+

        
1

      

    

    
{\displaystyle i_{1}+1}

  

..

  

    

      

        

          
i

          

            
2

          

        

      

    

    
{\displaystyle i_{2}}

  

) und y(

  

    

      

        

          
j

          

            
1

          

        

        
+

        
1

      

    

    
{\displaystyle j_{1}+1}

  

..

  

    

      

        

          
j

          

            
2

          

        

      

    

    
{\displaystyle j_{2}}

  

)
17                        -- Achtung: Nur linearer Speicherplatz erforderlich!
18                        T := ...
19                        -- Berechne 
triviales
 Alignment auf Matrix T
20                        -- in linearer Laufzeit
21                        return Alignment(T,x(

  

    

      

        

          
i

          

            
1

          

        

        
+

        
1

      

    

    
{\displaystyle i_{1}+1}

  

..

  

    

      

        

          
i

          

            
2

          

        

      

    

    
{\displaystyle i_{2}}

  

),y(

  

    

      

        

          
j

          

            
1

          

        

        
+

        
1

      

    

    
{\displaystyle j_{1}+1}

  

..

  

    

      

        

          
j

          

            
2

          

        

      

    

    
{\displaystyle j_{2}}

  

))
22                end if
23
24                mitte := 

  

    

      

        
(

        

          
i

          

            
1

          

        

        
+

        

          
i

          

            
2

          

        

        
)

        

          
/

        

        
2

      

    

    
{\displaystyle (i_{1}+i_{2})/2}

  

25                -- finde ausgehend 
von
 

  

    

      

        
(

        

          
i

          

            
1

          

        

        
,

        

          
j

          

            
1

          

        

        
)

      

    

    
{\displaystyle (i_{1},j_{1})}

  

 den minimalen Pfad
26                -- mit dem Vorwärtsalgorithmus:
27                

  

    

      

        

          
T

          

            
ℓ

          

        

        
(

        

          
j

          

            
1

          

        

        
)

      

    

    
{\displaystyle T^{\ell }(j_{1})}

  

 := 0
28                for j in 

  

    

      

        

          
j

          

            
1

          

        

        
+

        
1

      

    

    
{\displaystyle j_{1}+1}

  

..

  

    

      

        

          
j

          

            
2

          

        

      

    

    
{\displaystyle j_{2}}

  

 loop
29                        

  

    

      

        

          
T

          

            
ℓ

          

        

        
(

        
j

        
)

      

    

    
{\displaystyle T^{\ell }(j)}

  

 := 

  

    

      

        

          
T

          

            
ℓ

          

        

        
(

        
j

        
−

        
1

        
)

        
+

        
I

        
n

        
s

        
(

        

          
y

          

            
j

          

        

        
)

      

    

    
{\displaystyle T^{\ell }(j-1)+Ins(y_{j})}

  

30                end loop
31                for i in 

  

    

      

        

          
i

          

            
1

          

        

        
+

        
1

      

    

    
{\displaystyle i_{1}+1}

  

..mitte loop
32                        s := 

  

    

      

        

          
T

          

            
ℓ

          

        

        
(

        

          
j

          

            
1

          

        

        
)

      

    

    
{\displaystyle T^{\ell }(j_{1})}

  

33                        c := 

  

    

      

        

          
T

          

            
ℓ

          

        

        
(

        

          
j

          

            
1

          

        

        
)

        
+

        
D

        
e

        
l

        
(

        

          
x

          

            
i

          

        

        
)

      

    

    
{\displaystyle T^{\ell }(j_{1})+Del(x_{i})}

  

34                        

  

    

      

        

          
T

          

            
ℓ

          

        

        
(

        

          
j

          

            
1

          

        

        
)

      

    

    
{\displaystyle T^{\ell }(j_{1})}

  

 := c
35                        for j in 

  

    

      

        

          
j

          

            
1

          

        

        
+

        
1

      

    

    
{\displaystyle j_{1}+1}

  

..

  

    

      

        

          
j

          

            
2

          

        

      

    

    
{\displaystyle j_{2}}

  

 loop
36                                c := 

  

    

      

        
min

        

          

            
{

            

              

                

                  

                    
T

                    

                      
ℓ

                    

                  

                  
(

                  
j

                  
)

                

                

                  
+

                  
D

                  
e

                  
l

                  
(

                  

                    
x

                    

                      
i

                    

                  

                  
)

                

              

              

                

                  
s

                

                

                  
+

                  
S

                  
u

                  
b

                  
(

                  

                    
x

                    

                      
i

                    

                  

                  
,

                  

                    
y

                    

                      
j

                    

                  

                  
)

                

              

              

                

                  
c

                

                

                  
+

                  
I

                  
n

                  
s

                  
(

                  

                    
y

                    

                      
j

                    

                  

                  
)

                

              

            

            

          

        

      

    

    
{\displaystyle \min {\begin{cases}T^{\ell }(j)&+Del(x_{i})\\s&+Sub(x_{i},y_{j})\\c&+Ins(y_{j})\end{cases}}}

  

37                                s := 

  

    

      

        

          
T

          

            
ℓ

          

        

        
(

        
j

        
)

      

    

    
{\displaystyle T^{\ell }(j)}

  

38                                

  

    

      

        

          
T

          

            
ℓ

          

        

        
(

        
j

        
)

      

    

    
{\displaystyle T^{\ell }(j)}

  

 := c
39                        end loop
40                end loop
41                -- finde minimalen score-pfad 
nach
 

  

    

      

        
(

        

          
i

          

            
2

          

        

        
,

        

          
j

          

            
2

          

        

        
)

      

    

    
{\displaystyle (i_{2},j_{2})}

  

42                

  

    

      

        

          
T

          

            
r

          

        

        
(

        

          
j

          

            
2

          

        

        
)

      

    

    
{\displaystyle T^{r}(j_{2})}

  

 := 0
43                for j in 

  

    

      

        

          
j

          

            
2

          

        

        
−

        
1

      

    

    
{\displaystyle j_{2}-1}

  

..

  

    

      

        

          
j

          

            
1

          

        

      

    

    
{\displaystyle j_{1}}

  

 loop
44                        

  

    

      

        

          
T

          

            
r

          

        

        
(

        
j

        
)

      

    

    
{\displaystyle T^{r}(j)}

  

 := 

  

    

      

        

          
T

          

            
r

          

        

        
(

        
j

        
+

        
1

        
)

        
+

        
I

        
n

        
s

        
(

        

          
y

          

            
j

            
+

            
1

          

        

        
)

      

    

    
{\displaystyle T^{r}(j+1)+Ins(y_{j+1})}

  

45                end loop
46                for i in 

  

    

      

        

          
i

          

            
2

          

        

        
−

        
1

      

    

    
{\displaystyle i_{2}-1}

  

..mitte loop
47                        s := 

  

    

      

        

          
T

          

            
r

          

        

        
(

        

          
j

          

            
2

          

        

        
)

      

    

    
{\displaystyle T^{r}(j_{2})}

  

48                        c := 

  

    

      

        

          
T

          

            
r

          

        

        
(

        

          
j

          

            
2

          

        

        
)

        
+

        
D

        
e

        
l

        
(

        

          
x

          

            
i

            
+

            
1

          

        

        
)

      

    

    
{\displaystyle T^{r}(j_{2})+Del(x_{i+1})}

  

49                        

  

    

      

        

          
T

          

            
r

          

        

        
(

        

          
j

          

            
2

          

        

        
)

      

    

    
{\displaystyle T^{r}(j_{2})}

  

 := c;
50                        for j in 

  

    

      

        

          
j

          

            
2

          

        

        
−

        
1

      

    

    
{\displaystyle j_{2}-1}

  

..

  

    

      

        

          
j

          

            
1

          

        

      

    

    
{\displaystyle j_{1}}

  

 loop
51                                c := 

  

    

      

        
min

        

          

            
{

            

              

                

                  

                    
T

                    

                      
r

                    

                  

                  
(

                  
j

                  
)

                

                

                  
+

                  
D

                  
e

                  
l

                  
(

                  

                    
x

                    

                      
i

                      
+

                      
1

                    

                  

                  
)

                

              

              

                

                  
s

                

                

                  
+

                  
S

                  
u

                  
b

                  
(

                  

                    
x

                    

                      
i

                      
+

                      
1

                    

                  

                  
,

                  

                    
y

                    

                      
j

                      
+

                      
1

                    

                  

                  
)

                

              

              

                

                  
c

                

                

                  
+

                  
I

                  
n

                  
s

                  
(

                  

                    
y

                    

                      
j

                      
+

                      
1

                    

                  

                  
)

                

              

            

            

          

        

      

    

    
{\displaystyle \min {\begin{cases}T^{r}(j)&+Del(x_{i+1})\\s&+Sub(x_{i+1},y_{j+1})\\c&+Ins(y_{j+1})\end{cases}}}

  

52                                s := 

  

    

      

        

          
T

          

            
r

          

        

        
(

        
j

        
)

      

    

    
{\displaystyle T^{r}(j)}

  

53                                

  

    

      

        

          
T

          

            
r

          

        

        
(

        
j

        
)

      

    

    
{\displaystyle T^{r}(j)}

  

 := c
54                        end loop
55                end loop
56                -- finde den Punkt aus 

  

    

      

        

          
j

          

            
1

          

        

      

    

    
{\displaystyle j_{1}}

  

..

  

    

      

        

          
j

          

            
2

          

        

      

    

    
{\displaystyle j_{2}}

  

 in dem der Minimale Pfad die
57                -- mittlere Zeile schneidet:
58                -- 

  

    

      

        
c

        
u

        
t

        
:

        

          
=

          

            
d

            
e

            
f

          

        

        

          

            

              
argmin

            

          

          

            

              
j

              

                
1

              

            

            
≤

            
j

            
≤

            

              
j

              

                
2

              

            

          

        

        
(

        

          
T

          

            
ℓ

          

        

        
(

        
j

        
)

        
+

        

          
T

          

            
r

          

        

        
(

        
j

        
)

        
)

      

    

    
{\displaystyle cut:=_{def}{\mbox{argmin}}_{j_{1}\leq j\leq j_{2}}(T^{\ell }(j)+T^{r}(j))}

  

59                for j in 

  

    

      

        

          
j

          

            
1

          

        

      

    

    
{\displaystyle j_{1}}

  

..

  

    

      

        

          
j

          

            
2

          

        

      

    

    
{\displaystyle j_{2}}

  

 loop
60                        if j=

  

    

      

        

          
j

          

            
1

          

        

      

    

    
{\displaystyle j_{1}}

  

 then
61                                cut := 

  

    

      

        

          
j

          

            
1

          

        

      

    

    
{\displaystyle j_{1}}

  

62                        elsif 

  

    

      

        

          
T

          

            
ℓ

          

        

        
(

        
j

        
)

        
+

        

          
T

          

            
r

          

        

        
(

        
j

        
)

        
<

        

          
T

          

            
ℓ

          

        

        
(

        
c

        
u

        
t

        
)

        
+

        

          
T

          

            
r

          

        

        
(

        
c

        
u

        
t

        
)

      

    

    
{\displaystyle T^{\ell }(j)+T^{r}(j)<T^{\ell }(cut)+T^{r}(cut)}

  

 then
63                                cut := j
64                        end if
65                end loop
66                -- Alignment entsteht durch Konkatenation von linkem und
67                -- rechtem Teil-Alignment:
68                return SubAlignment(

  

    

      

        

          
i

          

            
1

          

        

      

    

    
{\displaystyle i_{1}}

  

,

  

    

      

        

          
j

          

            
1

          

        

      

    

    
{\displaystyle j_{1}}

  

,mitte,cut)
69                                

  

    

      

        
⋆

      

    

    
{\displaystyle \star }

  

 SubAlignment(mitte,cut,

  

    

      

        

          
i

          

            
2

          

        

      

    

    
{\displaystyle i_{2}}

  

,

  

    

      

        

          
j

          

            
2

          

        

      

    

    
{\displaystyle j_{2}}

  

)
70        end SubAlignment
71        m,n : integer
72 begin
73        m := 

  

    

      

        

          
|

        

        
x

        

          
|

        

      

    

    
{\displaystyle |x|}

  

; n := 

  

    

      

        

          
|

        

        
y

        

          
|

        

      

    

    
{\displaystyle |y|}

  

74        -- Sonderbehandlung: 

  

    

      

        
x

      

    

    
{\displaystyle x}

  

 ist der leere String und lässt keine Zerteilung zu:
75        if m=0 then
76                return 

  

    

      

        

          

            
(

            

              

                

                  
−

                

              

              

                

                  

                    
y

                    

                      
1

                    

                  

                

              

            

            
)

          

        

        
⋆

        

          

            
(

            

              

                

                  
−

                

              

              

                

                  

                    
y

                    

                      
2

                    

                  

                

              

            

            
)

          

        

        
⋆

        
⋯

        
⋆

        

          

            
(

            

              

                

                  
−

                

              

              

                

                  

                    
y

                    

                      
n

                    

                  

                

              

            

            
)

          

        

      

    

    
{\displaystyle {\begin{pmatrix}-\\y_{1}\end{pmatrix}}\star {\begin{pmatrix}-\\y_{2}\end{pmatrix}}\star \cdots \star {\begin{pmatrix}-\\y_{n}\end{pmatrix}}}

  

77        else
78                return SubAlignment(0,0,m,n)
79        end if
80 end HirschbergAlignment
```